# 青砥駅
青砥駅（あおとえき）は、東京都葛飾区青戸三丁目にある、京成電鉄の駅である。本線と押上線が乗り入れている。駅番号はKS09。
押上線の終点駅で、本線京成上野方面と、都営地下鉄浅草線・京急線からの列車が乗り入れる押上線押上方面の分岐点となっている。また、京成本線では当駅から隣駅の京成高砂駅まで複々線であり、京成電鉄におけるジャンクションとしての機能を当駅と京成高砂駅で二分する形になっている。

## 歴史
- 1928年（昭和3年）11月1日：日暮里 - 青砥間開通のための分岐駅として開業。それまで立石 - 高砂間には駅は設置されていなかった[1]。
- 1931年（昭和6年）12月19日：日暮里 - 青砥間開業。
  - 1959年（昭和34年）まで、陸屋根の洋館タイプの駅本屋を有していた[2]。
- 1959年（昭和34年） - 橋上駅に改築、ホーム幅を4mから7mに拡張、2面のホームを線別から方向別に配線変更[2]。
- 1973年（昭和48年）2月 - 立体交差化工事起工式。
- 1982年（昭和57年）3月24日：押上線下り線の高架線供用開始[3]。
- 1983年（昭和58年）5月18日：本線下り線の高架線供用開始[4]。
- 1984年（昭和59年）7月24日：本線・押上線上り線の高架線供用開始[5][6]。
- 1986年（昭和61年）10月：立体交差化工事竣工。
- 1989年（平成元年）3月14日：駅高架下にショッピングセンター「ユアエルム青砥店」が開業[7]。
- 2010年（平成22年）7月17日：ダイヤ改正により「シティライナー」とアクセス特急の停車駅となり、当駅が停車駅となっていた急行は廃止された。
- 2020年（令和2年）
  - 4月11日：当面の間スカイライナーの一部列車（朝下り・夜間上り）の停車駅となる[8]。
  - 6月1日：4月11日に停車となったスカイライナーのほかに、スカイライナーの一部列車（約80分間隔）が青砥駅に停車となる[9]。
  - 6月12日：10時15分ごろ、京成高砂発羽田空港行きの普通（京急線内快特）電車（北総7300形7818編成・8両編成）が当駅に進入する際、7両目の後部台車2軸が進行方向右側に脱線する事故が起きる[10][11][12]。
  - 10月1日：印旛日本医大始発京成上野行き「臨時ライナー」の運行開始に伴い、同列車の停車駅となる[13]。
    - 当駅で始発の特急三崎口行き（泉岳寺まで普通）に接続。
    - 降車のみの取扱となり、青砥からの乗車は不可。
- 2022年（令和4年）2月26日：ダイヤ改正により、正式にスカイライナー（一部列車）の停車駅となる。
- 2025年（令和7年）：駅高架下公共広場の床に人生ゲームがデザインされ、ルーレットをモチーフにしたベンチも設置された。3月26日にお披露目式典が行われた。タカラトミーの本社が葛飾区にあることから[14][15]。

### 駅名の由来
講談の太平記に登場する青砥藤綱が由来とされる。町名は川運の港を意味する「戸」からきた青戸（あおと）であり、由来が異なるものの同音ゆえに混同されることも多い。また、駅開業時は亀青村青戸ではなく、本田町中原（葛飾区に移行後は本田中原町）に属していた。当駅の住所が青戸となったのは、1967年（昭和42年）の住居表示施行後である。

## 駅構造
島式ホーム2面4線を有する高架駅で、2階と3階にそれぞれ1面ずつホームがある。
1階・中2階にはテナントとしてユアエルム青戸店が入居する。中2階は改札口・駅事務所、2階は都営浅草線・京急線方面（1番線）と京成上野方面（2番線）、3階は成田空港方面（3・4番線）のりばである。
進行方向別の構造のため、当駅では階段を昇降せずに京成高砂方面からの列車と押上線の列車の乗り換えが可能である。また、押上線の列車の折り返し着発用に、上り・下りの二層間をつなぐ引き上げ線も設置されている。しかし、引き上げ線が1線しかないため、当駅で折り返す本数には制約がある事から、日中の一部の横浜方面快特と羽田空港方面快速特急は京成高砂で折り返す。
中2階改札口にはエレベーター（低速）が設置され、2階ホーム、3階ホームに通じている。他にも、中2階と1階（出口）の間を連絡するエレベーターがある。エスカレーターも併設され、改札口 - 2階ホーム、2階ホーム - 3階ホームをそれぞれ連絡している。
改築から1994年までは、京成津田沼駅と同様の字幕式発車標が使用されていた。その後LED式に交換されたが、成田スカイアクセスの開業に伴いフルカラーLED式のものに交換された。これにより3・4番線ホームで個別に設置されていたものが一体のものとされている。なお、発車標はホームのみの設置であり、運行情報表示器も併設されている。
かつて地上駅時代（当時は島式ホーム2面4線、駅東側から順に1 - 4番線）は平面交差で分岐を捌いていたが、ダイヤ編成上のネックを解消するために大規模改良工事を行い、二重高架の方向別配線となった。その際は、現在の駅舎の位置から京成高砂寄りに一旦仮駅を建設し、旧駅舎を解体後現駅舎を建設する方法で行われた。仮駅はその後1976年に現駅の直下に戻った。1985年の高架化完成と同時期に、駅と隣接する環状七号線最後の区間（青戸八丁目交差点 - 青砥橋 - 奥戸）も完成した。
駅長配置駅。青砥管区としてお花茶屋駅、京成立石駅および四ツ木駅を管理下に置く。

### のりば
| 上りホーム（2階） |                             |                                                                |
| 番線              | 路線                        | 行先                                                           |
| 1                 | 押上線                      | 押上・ 都営浅草線 浅草・ 京急線 羽田空港第1・第2ターミナル方面 |
| 2                 | 京成本線                    | 日暮里・京成上野方面                                           |
| 下りホーム（3階） |                             |                                                                |
| 番線              | 路線                        | 行先                                                           |
| 3・4              | 北総線 成田スカイアクセス線 | 東松戸・新鎌ヶ谷・印旛日本医大・ 成田空港方面                  |
| 3・4              | 京成本線                    | 京成高砂・京成船橋・ 成田空港・京成千葉方面                    |

- 上りの「スカイライナー」および「臨時ライナー」に当駅から乗車することはできない。当駅に停車する「スカイライナー」は、全列車新鎌ヶ谷駅にも停車する。
- 3番線は押上線（浅草線西馬込・京急線羽田空港・三崎口方面）からの電車が、4番線は京成本線京成上野・日暮里方面からの電車が発着する。
- 京成本線快速特急・快速（京成上野方面）と押上線直通京成高砂発着横浜方面特急・アクセス特急（羽田空港方面エアポート快特）との対面乗り換えが可能である。

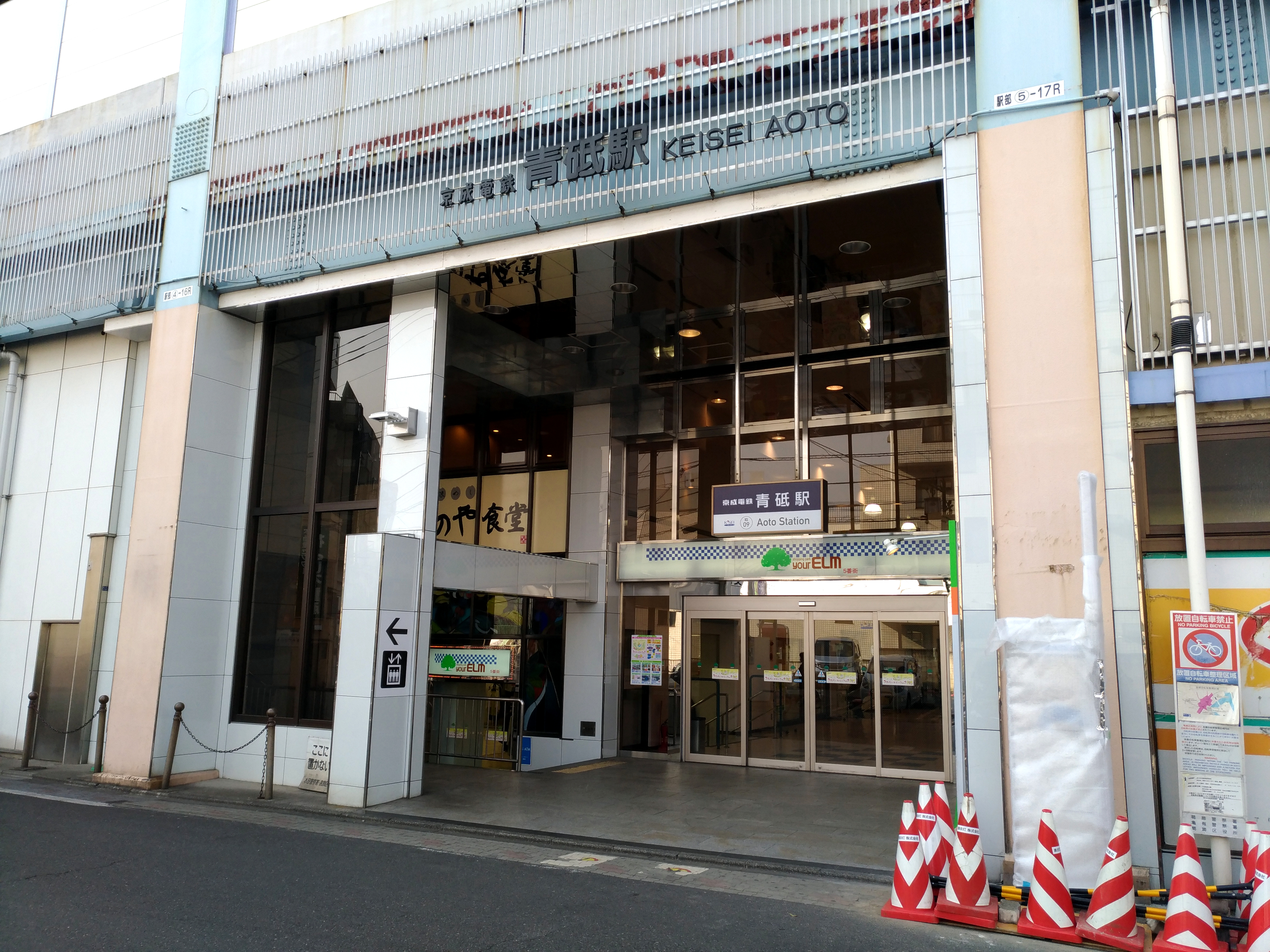
出入口 （2017年3月）
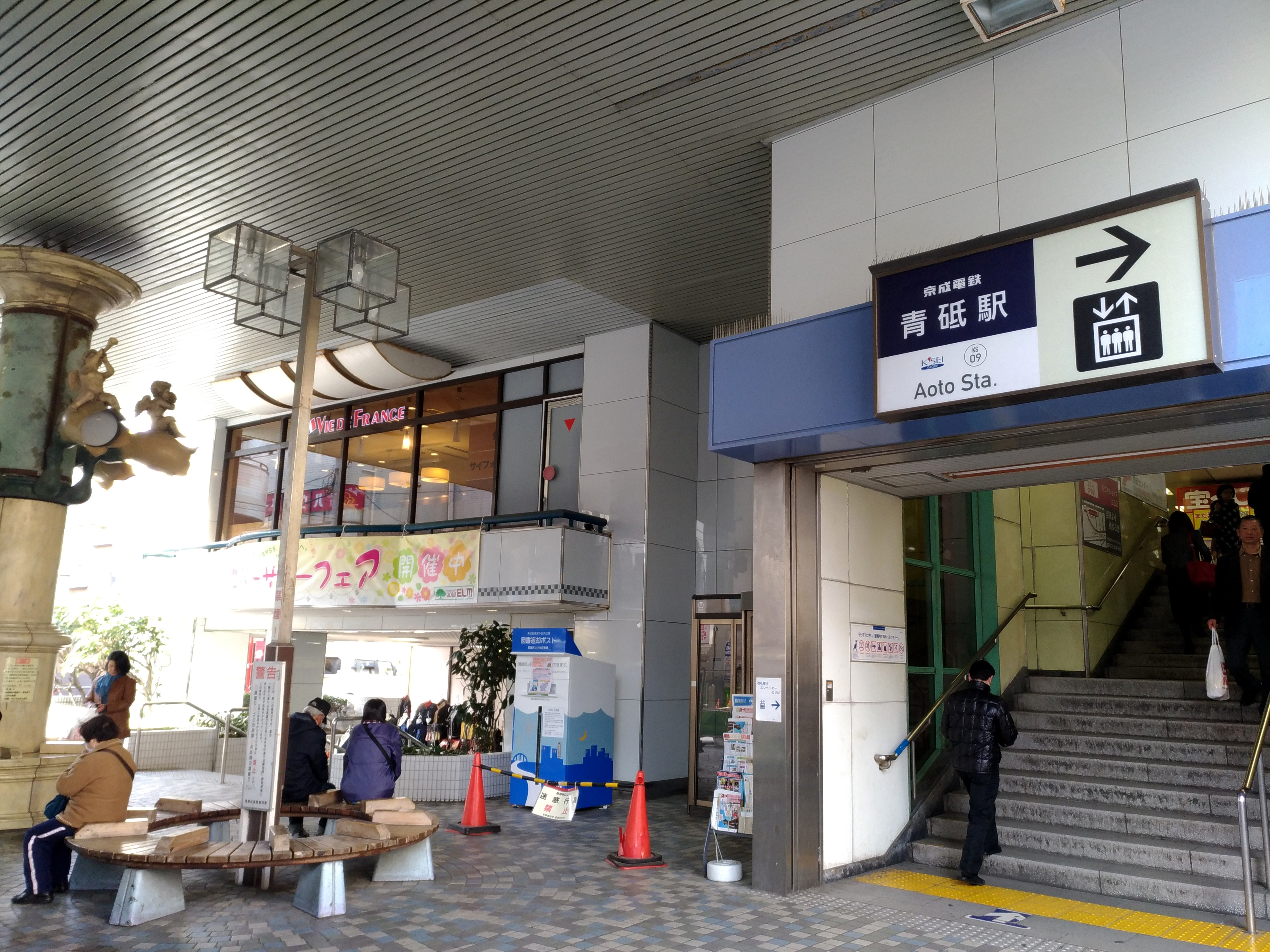
駅出入口（リニューアル前） （2017年3月）
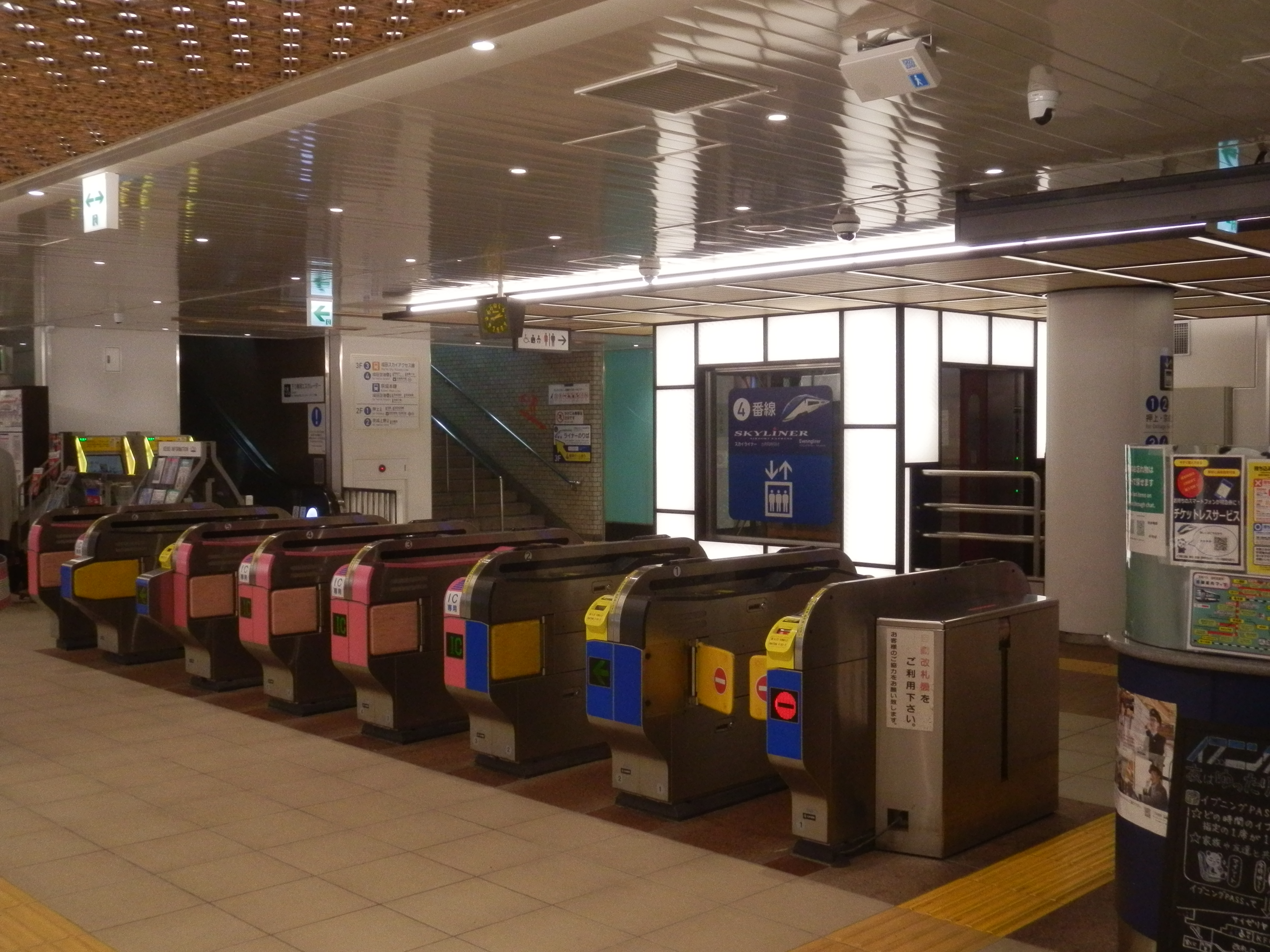
改札口 （2025年5月）
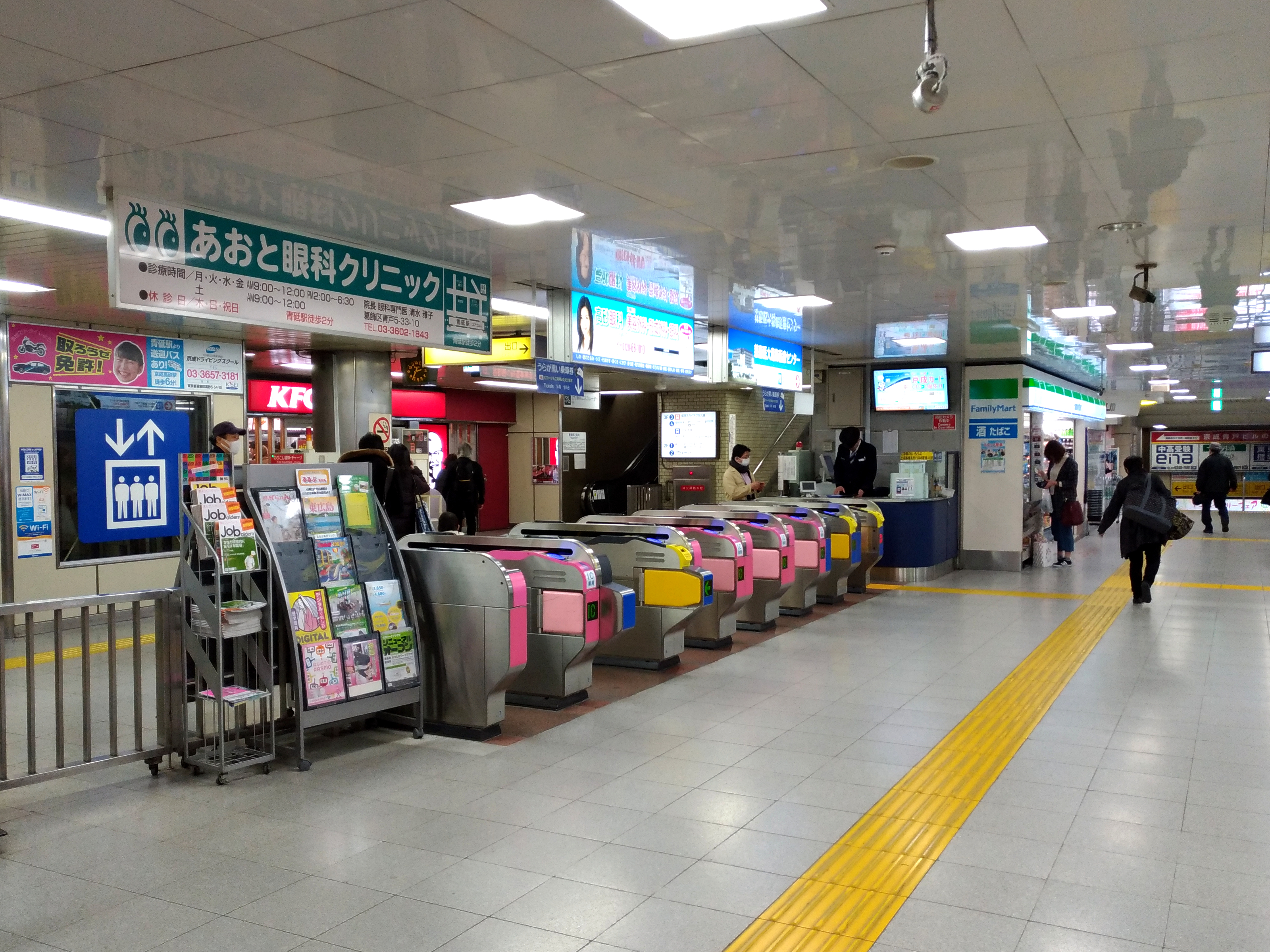
改札口付近（リニューアル前） （2017年3月）
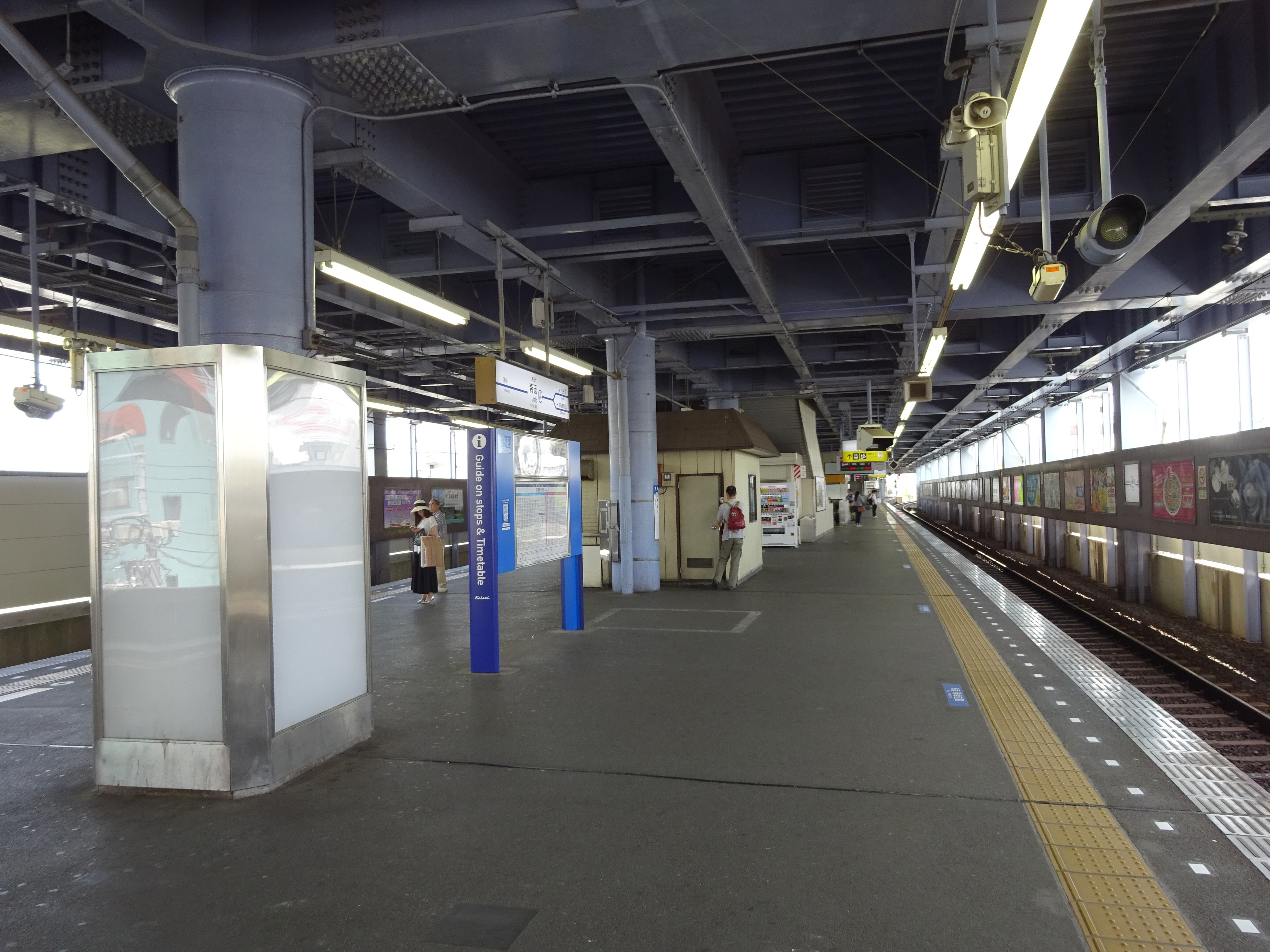
2階ホーム （2016年6月）
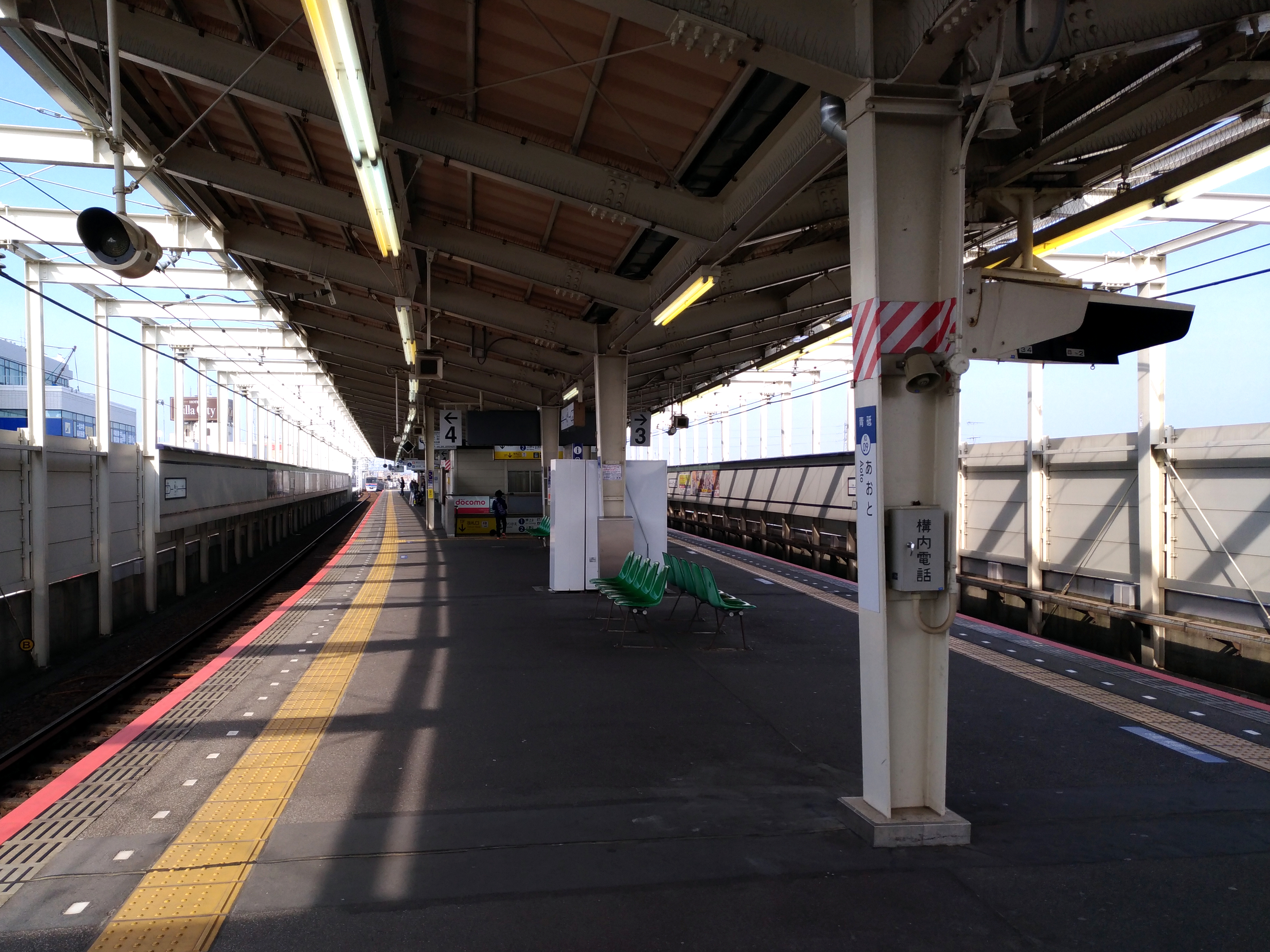
3階ホーム （2017年3月）
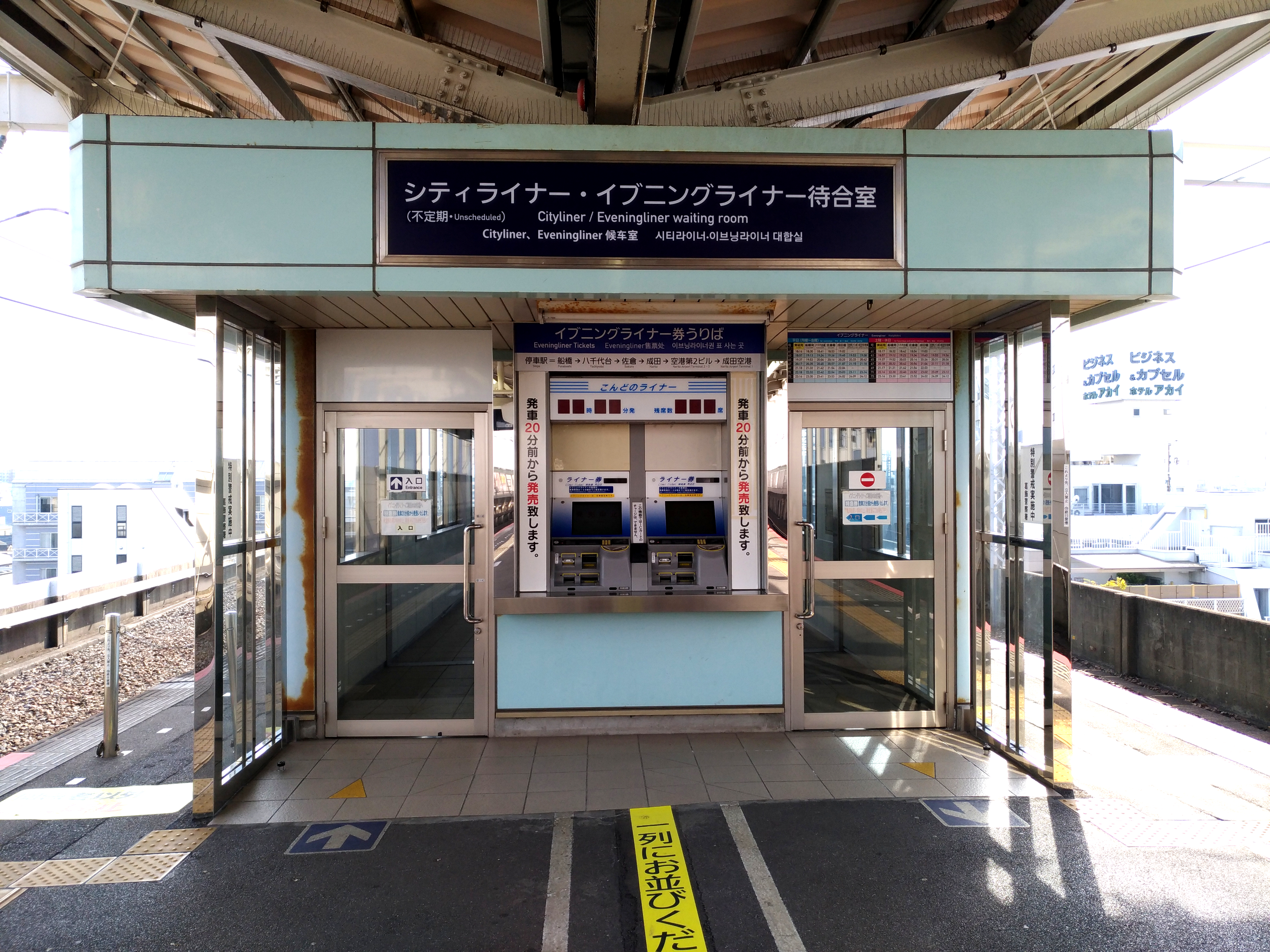
ライナー券売機 （2017年3月）

## 利用状況
2024年度の1日平均乗降人員は48,727人である。
近年の1日平均乗降人員推移は下表の通り。
| 年度               | 京成電鉄         | 京成電鉄 |
| 年度               | 1日平均 乗降人員 | 増加率   |
| ------------------ | ---------------- | -------- |
| 2002年（平成14年） | 39,263           |          |
| 2003年（平成15年） | 39,841           | 1.5%     |
| 2004年（平成16年） | 40,431           | 1.5%     |
| 2005年（平成17年） | 40,889           | 1.1%     |
| 2006年（平成18年） | 41,497           | 1.5%     |
| 2007年（平成19年） | 43,075           | 3.8%     |
| 2008年（平成20年） | 44,048           | 2.3%     |
| 2009年（平成21年） | 43,768           | -0.6%    |
| 2010年（平成22年） | 44,220           | 1.0%     |
| 2011年（平成23年） | 44,161           | -0.1%    |
| 2012年（平成24年） | 45,152           | 2.2%     |
| 2013年（平成25年） | 46,275           | 2.5%     |
| 2014年（平成26年） | 46,501           | 0.5%     |
| 2015年（平成27年） | 47,719           | 2.6%     |
| 2016年（平成28年） | 49,041           | 2.8%     |
| 2017年（平成29年） | 50,364           | 2.7%     |
| 2018年（平成30年） | 51,372           | 2%       |
| 2019年（令和元年） | 51,039           | -0.6%    |
| 2020年（令和02年） | 38,311           | -24.9%   |
| 2021年（令和03年） | 39,535           | 3.2%     |
| 2022年（令和04年） | 43,907           | 11.1%    |
| 2023年（令和05年） | 46,937           | 6.9%     |
| 2024年（令和06年） | 48,727           | 5.0%     |

近年の1日平均乗車人員推移は下表の通り。
| 年度               | 本線   | 押上線 | 2路線計 | 出典     |
| ------------------ | ------ | ------ | ------- | -------- |
| 1990年（平成02年） | 12,918 | 7,553  | 20,471  | [ * 1 ]  |
| 1991年（平成03年） | 13,847 | 7,462  | 21,309  | [ * 2 ]  |
| 1992年（平成04年） | 14,230 | 7,595  | 21,825  | [ * 3 ]  |
| 1993年（平成05年） | 14,348 | 7,671  | 22,019  | [ * 4 ]  |
| 1994年（平成06年） | 14,255 | 7,663  | 21,918  | [ * 5 ]  |
| 1995年（平成07年） | 14,003 | 7,694  | 21,697  | [ * 6 ]  |
| 1996年（平成08年） | 14,151 | 7,408  | 21,559  | [ * 7 ]  |
| 1997年（平成09年） | 13,704 | 7,304  | 21,008  | [ * 8 ]  |
| 1998年（平成10年） | 13,323 | 7,271  | 20,594  | [ * 9 ]  |
| 1999年（平成11年） | 13,232 | 7,033  | 20,265  | [ * 10 ] |
| 2000年（平成12年） | 13,112 | 6,978  | 20,090  | [ * 11 ] |
| 2001年（平成13年） | 12,751 | 7,211  | 19,962  | [ * 12 ] |
| 2002年（平成14年） | 12,477 | 7,214  | 19,691  | [ * 13 ] |
| 2003年（平成15年） | 12,620 | 7,423  | 20,043  | [ * 14 ] |
| 2004年（平成16年） | 12,614 | 7,655  | 20,269  | [ * 15 ] |
| 2005年（平成17年） | 12,732 | 7,756  | 20,488  | [ * 16 ] |
| 2006年（平成18年） | 12,742 | 8,047  | 20,789  | [ * 17 ] |
| 2007年（平成19年） | 13,090 | 8,492  | 21,582  | [ * 18 ] |
| 2008年（平成20年） | 13,378 | 8,658  | 22,036  | [ * 19 ] |
| 2009年（平成21年） | 13,397 | 8,493  | 21,890  | [ * 20 ] |
| 2010年（平成22年） | 13,622 | 8,562  | 22,184  | [ * 21 ] |
| 2011年（平成23年） | 13,568 | 8,574  | 22,142  | [ * 22 ] |
| 2012年（平成24年） | 13,710 | 8,923  | 22,633  | [ * 23 ] |
| 2013年（平成25年） | 13,931 | 9,273  | 23,204  | [ * 24 ] |
| 2014年（平成26年） | 13,739 | 9,550  | 23,289  | [ * 25 ] |
| 2015年（平成27年） | 14,000 | 9,975  | 23,975  | [ * 26 ] |
| 2016年（平成28年） | 14,205 | 10,348 | 24,553  | [ * 27 ] |
| 2017年（平成29年） | 14,433 | 10,449 | 24,884  | [ * 28 ] |
| 2018年（平成30年） | 14,555 | 11,183 | 25,738  | [ * 29 ] |
| 2019年（令和元年） | 14,371 | 11,194 | 25,565  | [ * 30 ] |
| 2020年（令和02年） |        |        | 19,222  |          |
| 2021年（令和03年） |        |        | 19,867  |          |
| 2022年（令和04年） |        |        | 22,048  |          |

## 駅周辺
- ユアエルム青戸店
  - リブレ京成 青砥駅前店
- ヨークマート 青戸店
- ココスナカムラ 青戸店
- 葛飾青戸郵便局
- 健康プラザかつしか（葛飾区保健所）
- テクノプラザかつしか[19]
- かつしかシンフォニーヒルズ
- タカキュー青戸店
- 青戸平和公園
- 五方山熊野神社
- 法問寺
- 東京慈恵会医科大学葛飾医療センター
- 国道6号
- 環七通り
- 中川
- 新中川
- 葛飾区役所
- かつしかFM
- 東京都水道局葛飾営業所
- タカラトミー 青戸オフィス（旧・タカラ本社）

### バス路線
当駅には駅前にロータリーを設置するスペースがない。ユアエルム青戸5番街と6番街の間の高架下に「京成青砥駅・ユアエルム青戸前」停留所を設置し、2011年8月1日から青01系統の慈恵医大葛飾医療センター行の運行を開始した。青砥駅東交差点はバス停が環七通り沿い（京成高砂方面）にあり駅から離れている為、利用時には注意が必要。
| 乗り場                       | 系統                                        | 経由地                             | 行先                                           | 事業者       | 営業所 |
| ---------------------------- | ------------------------------------------- | ---------------------------------- | ---------------------------------------------- | ------------ | ------ |
| 青砥駅入口                   | 新小53                                      | テクノプラザかつしか               | 亀有駅                                         | 京成バス     | 金町   |
| 青砥駅入口                   | 新小52乙                                    | テクノプラザかつしか               | 亀有駅                                         | 京成バス東京 | 葛飾   |
| 青砥駅入口                   | 新小53                                      | 葛飾区役所・立石駅入口・奥戸一丁目 | 新小岩駅東北広場 葛飾区役所 奥戸二丁目         | 京成バス     | 金町   |
| 青砥駅入口                   | 新小52乙                                    | 葛飾区役所・立石駅入口・四ツ木駅   | 新小岩駅東北広場 葛飾営業所                    | 京成バス東京 | 葛飾   |
| 青砥駅入口                   | アリオ亀有無料シャトルバス 立石・青砥ルート | 老健青戸こはるびの里               | アリオ亀有                                     | 京成バス     | 金町   |
| 青砥駅東交差点               | SS08                                        | 老健青戸こはるびの里               | 亀有駅                                         | 京成バス     | 江戸川 |
| 青砥駅東交差点               | 新小58                                      | 老健青戸こはるびの里               | 亀有駅                                         | 京成バス東京 | 葛飾   |
| 青砥駅東交差点               | SS08                                        | 一之江駅・葛西駅・葛西臨海公園駅   | 「東京ディズニーシー」 葛西臨海公園駅 一之江駅 | 京成バス     | 江戸川 |
| 青砥駅東交差点               | 新小58                                      | スポーツセンター・上平井中学校     | 新小岩駅 葛飾営業所                            | 京成バス東京 | 葛飾   |
| 青砥駅東交差点               | アリオ亀有無料シャトルバス 立石・青砥ルート | 老健青戸こはるびの里               | アリオ亀有                                     | 京成バス     | 金町   |
| 京成青砥駅・ユアエルム青戸前 | 青01                                        | 青戸中央憩い交流館                 | 慈恵医大葛飾医療センター                       | 京成バス     | 金町   |

### その他
タクシー乗り場はロータリーが無いため、リブレ京成青砥店横にタクシーが横付けされ、そこから乗車することが慣例となっている。正式なものではないため、タクシー乗り場等の表示はない。

## その他
当駅の高架化事業着手時点では、「スカイライナー」を10両編成にする計画があったため、上下ホームとも10両編分のホーム有効長198mとなっている。1997年に、このスペースを活用し、下りホーム京成上野寄りに「イブニングライナー」の利用客のための待合室が設置されている。

## 隣の駅
京成電鉄
 本線
- ■「モーニングライナー」・■「イブニングライナー」停車駅、■「スカイライナー」一部停車駅

■快速特急・■アクセス特急・■特急・■通勤特急
日暮里駅 (KS02) - 青砥駅 (KS09) - 京成高砂駅 (KS10)
■快速
千住大橋駅 (KS05) - 青砥駅 (KS09) - 京成高砂駅 (KS10)
■普通
お花茶屋駅 (KS08) - 青砥駅 (KS09) - 京成高砂駅 (KS10)
※大晦日や正月などの特定日には、■「シティライナー」も停車する。
 押上線
■快速特急・■アクセス特急・■特急・■通勤特急・■快速
押上駅 (KS45) - 青砥駅 (KS09) - 京成高砂駅（本線）(KS10)
■普通
京成立石駅 (KS49) - 青砥駅 (KS09) - 京成高砂駅（本線）(KS10)